# Athéni Timon (személy)
Athéni Timon embergyűlöletéről híressé vált athéni férfi volt, akit ezért Misanthroposnak (embergyűlölőnek) neveztek el.
Timon Szókratész kortársa volt és a legerősebb gúnnyal üldözte korának erkölcsi romlottságát. Senkivel sem érintkezett és toronyszerű házban lakott, amelybe senkit sem engedett be. A komédia és szatíra írói erősen támadták; így egyebek közt Antiphanész róla nevezte el egyik komédiáját, amely bár elveszett, de amelyet Lukianosz egy ilyen című párbeszédében felhasznált. William Shakespeare egyik színművének (az Athéni Timonnak) a hősévé tette.